# Pete Docter

Pete Docters signatur.

Peter Hans Docter, född 9 oktober 1968 i Bloomington, Minnesota, är en amerikansk animatör, filmregissör, manusförfattare, filmproducent, röstskådespelare och CCO på Pixar. Han är mest känd för att ha regisserat filmerna Monsters, Inc., Upp, Insidan ut och Själen, för vilka han Oscarnominerades för bästa animerade film. Han vann Oscar för bästa animerade film för Upp, Insidan ut och Själen. Han har även varit delaktig i arbetet med alla fyra Toy Story-filmerna.